# Сібата Мідзухо
Мідзухо Сібата (яп. 柴田瑞穂; нар. 17 вересня 1986) — японська борчиня вільного стилю, срібна призерка чемпіонату Азії.

## Життєпис
Боротьбою почала займатися з 1993 року. У 2003 році стала срібною призеркою чемпіонату Азії серед кадетів. У 2005 році стала чемпіонкою Азії серед юніорів.
Виступала за жіночий спортивний клуб університету Тюкйо. Тренер — Кадзухіто Сакае (з 2002).

## Спортивні результати на міжнародних змаганнях

### Виступи на Чемпіонатах Азії
| Змагання                       | Збірна | Вагова категорія          | Місце  |
| ------------------------------ | ------ | ------------------------- | ------ |
| Чемпіонат Азії з боротьби 2007 | Японія | жіноча боротьба, до 51 кг | Срібло |

### Виступи на інших змаганнях
| Змагання               | Збірна | Вагова категорія          | Місце  |
| ---------------------- | ------ | ------------------------- | ------ |
| Klippan Lady Open 2005 | Японія | жіноча боротьба, до 55 кг | Срібло |

### Виступи на змаганнях молодших вікових груп
| Змагання                                      | Збірна | Вагова категорія          | Місце  |
| --------------------------------------------- | ------ | ------------------------- | ------ |
| Чемпіонат Азії з боротьби серед кадетів 2003  | Японія | жіноча боротьба, до 52 кг | Срібло |
| Чемпіонат Азії з боротьби серед юніорів 2005  | Японія | жіноча боротьба, до 55 кг | Золото |
| Чемпіонат світу з боротьби серед юніорів 2005 | Японія | жіноча боротьба, до 55 кг | 5      |
| Чемпіонат світу з боротьби серед юніорів 2006 | Японія | жіноча боротьба, до 55 кг | 13     |